# 联立制
联立制（英語：mixed-member proportional representation, MMP, MMPR）又稱補償制（top-up system, compensatory system）、德國制，是单一选区两票制选举制度的一种，更接近于比例代表制，以第二張圈選政黨的票，決定每個政黨最終總席次。德國為採用此制度的主要代表。

## 席次分配

2017年德国联邦议院选举選舉結果，顯示了選區代表直接贏得的席位和通過黨派名單獲得的席位。例如，自由民主黨（黃色）沒有贏得一個單一選區; 所有80名議員都是在政黨名單上當選的。

各政黨在全國議會的代表席次，是將全國總應選名額依照各政黨的得票比例分配。在有些聯立制國家，例如丹麥，每個選民只有一張議會代表選票，各政黨提名之候選人的票數加總，就是該政黨的得票數。另一些聯立制國家例如德國，政黨的選票和選舉區代表的選票是分開的，選民可以一票選擇政黨，一票選擇各選區代表；按照各政黨的政黨票得票數，可計算出該政黨在全國議會的總席次，將總席次扣除該政黨在各選區已當選的席次後，即為各政黨比例代表的席次。
以兩票式聯立制為例。假設某次選舉，預計總共應產生100席次，其中60名為分區席次，另外將有40名為比例代表席次。其投票結果和席次計算方式為：
| 联立制                                    | 政黨A        | 政黨B           | 政黨C        | 政黨D        |
| ----------------------------------------- | ------------ | --------------- | ------------ | ------------ |
| 政黨票數比例                              | 25%          | 5%              | 40%          | 30%          |
| 全國分區當選席次                          | (15)         | (6)             | (19)         | (20)         |
| 政黨總席次計算（預計總席次×政黨票數比例） |              |                 |              |              |
| 政黨總席次                                | 100×25%＝25  | 100×5%＝5       | 100×40%＝40  | 100×30%＝30  |
| 分配席次計算（政黨總席次－分區當選席次）  |              |                 |              |              |
| 不分區比例代表席次                        | 25－15＝(10) | 5＜6 → (0)      | 40－19＝(21) | 30－20＝(10) |
| 總計                                      |              |                 |              |              |
| 實際總席次                                | (15)+(10)=25 | (5)→(overhang)6 | (19)+(21)=40 | (20)+(10)=30 |

總之，計算「聯立制」席次的順序如下：
區域選舉結果 + 不分區選舉結果（即國會總席次x政黨票率-區域黨得票席）= 該政黨在國會所取得所有議席
政黨B在政黨票獲百分之五，它在國會的席次就是100席中的百分之五，就是5席，但政黨B在全國分區議員選舉中卻獲得6席。因為已經超過數額，故B黨將不再獲得任何政黨代表。所以最後，B黨獲得6席。這多出的一席稱為「超額席次」（overhang seats）。
政黨ABCD在本次選舉中總共有101席，超過原先預定的100席，所以採用此制度的議席數多半是不固定的。因此聯立制比較並立制，更加偏向比例代表制。

## 優缺點

### 優點
1. 由於聯立制以各政黨得票數為各最終席次之計算依據，不會像並立制可能發生政黨席次和政黨得票數比例不同的結果。

### 缺點
1. 總席次是由政黨票得票率決定，分配比例代表席次前，必須先扣除同黨的地區當選席次，不同於並立制中，比例代表席次直接就是政黨票得票率的狀況。若是某政黨於地方選區所獲席次愈多，愈不利於政黨不分區名單候選人，最極端的情形則會造成比例代表候選人通通落選，容易造成政黨內部關係緊張。例如2013年德國聯邦議院選舉，自民黨（FDP）和另類選擇黨（AfD）分別取得4.8%及4.7%的政黨票，但因未能跨越5%政黨票門檻，未能進入國會，自民黨更因此失去上屆聯邦議院的全部93個議席。
2. 小黨可以通過靠政黨票進入議會，使增額席次過多，造成後續聯合政府組成困難。例如在2017年德國聯邦議院選舉，AfD獲得12.6%的選票而成為二戰後進入議院的首個極右派政黨，自民黨（FDP）亦在複雜選情之下以10.7%通過得票門檻重返議會。連同德國綠黨和德國左派黨均靠政黨票進入議會，使聯盟黨和社民黨席次大幅流失。
3. 與並立制一樣，政黨票和地區票兩張選票是分開計算。若政黨票和地區票議席比例不同，兩大政黨仍可主導議會。如2020年韓國國會選舉，政黨票改以聯立制計算，但單一選區仍佔較大比例。

## 計算制度

### 超額席次
前述的政黨B在政黨票獲百分之五，它在國會的席次就是100席中的百分之五，就是5席，但政黨B在全國分區議員選舉中卻獲得6席。因為已經超過數額，故B黨將不再獲得任何政黨代表。

### 變體
聯立制亦可像並立制度存在變體：例如只有一張選票，席次固定。

## 採用國家
除了德国之外，還有玻利維亞、萊索托以及纽西兰等议会选举采用此种制度。
- 德国
- 新西兰
- 玻利维亚
- 賴索托

### 以前使用
- 阿尔巴尼亚
- 羅馬尼亞
- 大韓民國（2020年韓國國會選舉政黨票改行聯立制）
- 泰國，2019年泰國眾議院選舉全國比例席位是根據選區投票而不是單獨的黨派名單投票分配的。